# Église Saint-Martin de Rennes
Pour les articles homonymes, voir Église Saint-Martin.
L'église Saint-Martin de Rennes est une église catholique située à Rennes. Elle reprend le vocable de l'ancienne église Saint Martin des Vignes située rue saint Martin, derrière l'Hôtel Dieu et détruite en 1794 par les révolutionnaires.
La façade principale donne sur la rue Saint Malo et l'église longe la rue de la Pompe.

## Histoire
L'église Saint-Martin est construite en 1933 et accueille le premier curé de la paroisse, l'abbé Guihard le 1er octobre 1933.
Lors du bombardement de Rennes par l'aviation américaine le 29 mai 1943, l'église est détruite.
Elle est reconstruite à son emplacement de 1950 à 1951. Les vitraux sont réalisés par Max Ingrand.

## Architecture
L'église Saint-Martin a été reconstruite selon les plans des architectes Jean Coirre et Henri Glorot.

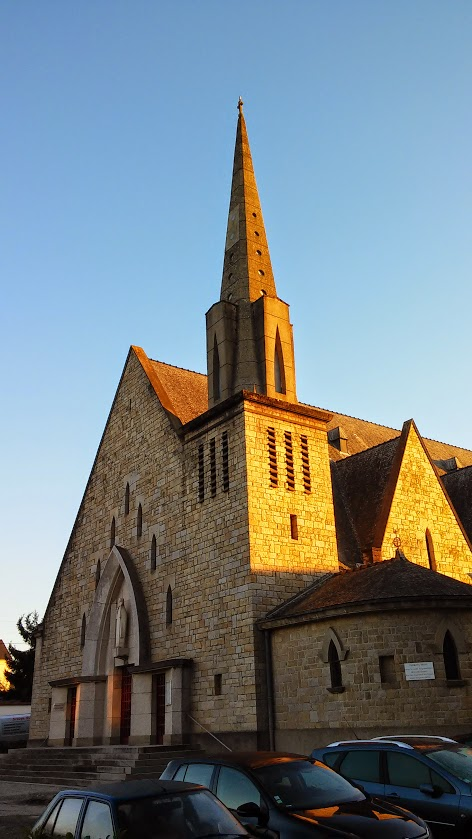
La façade et le clocher.
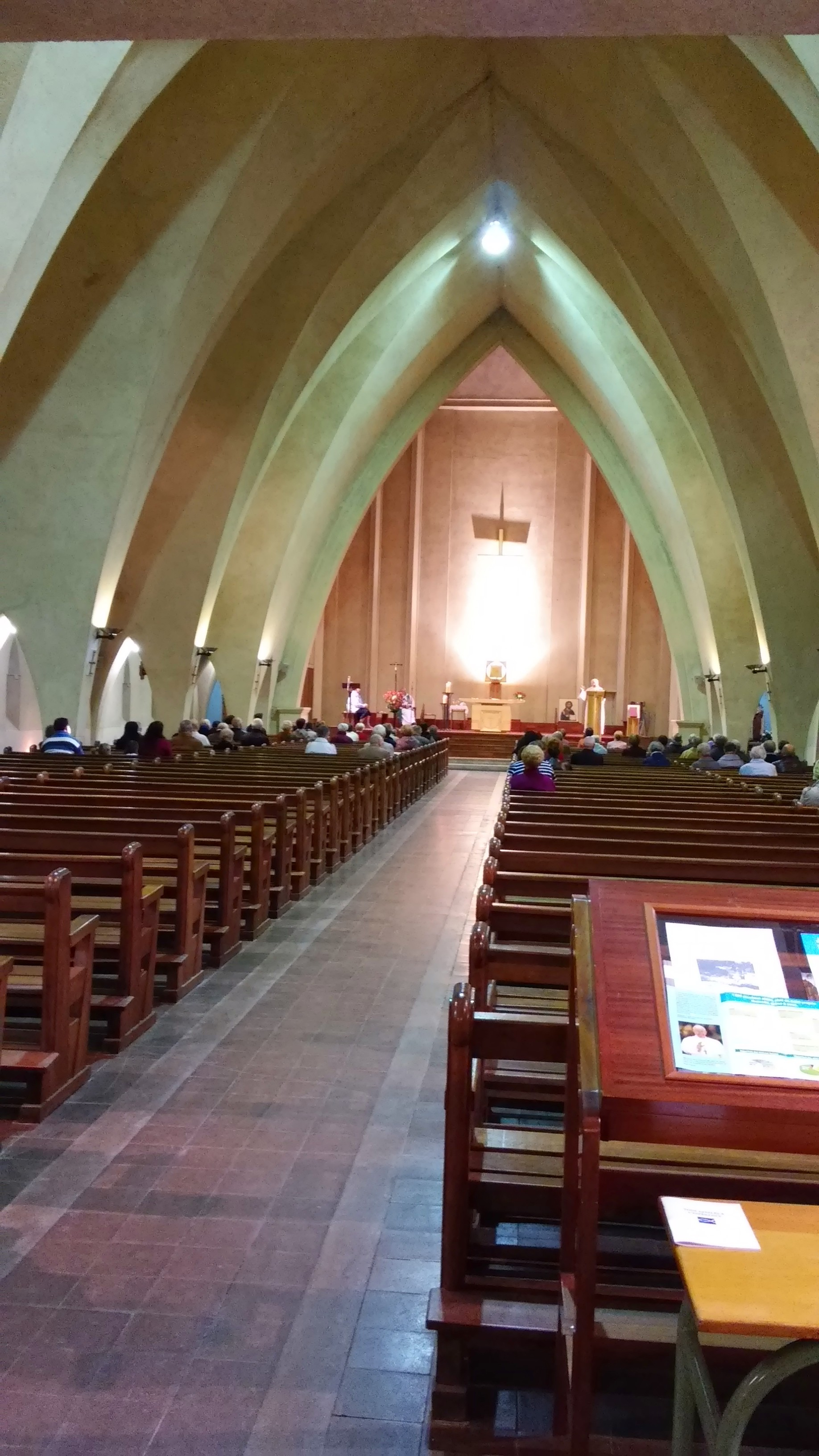
Intérieur de l'église Saint Martin de Rennes lors d'un office.
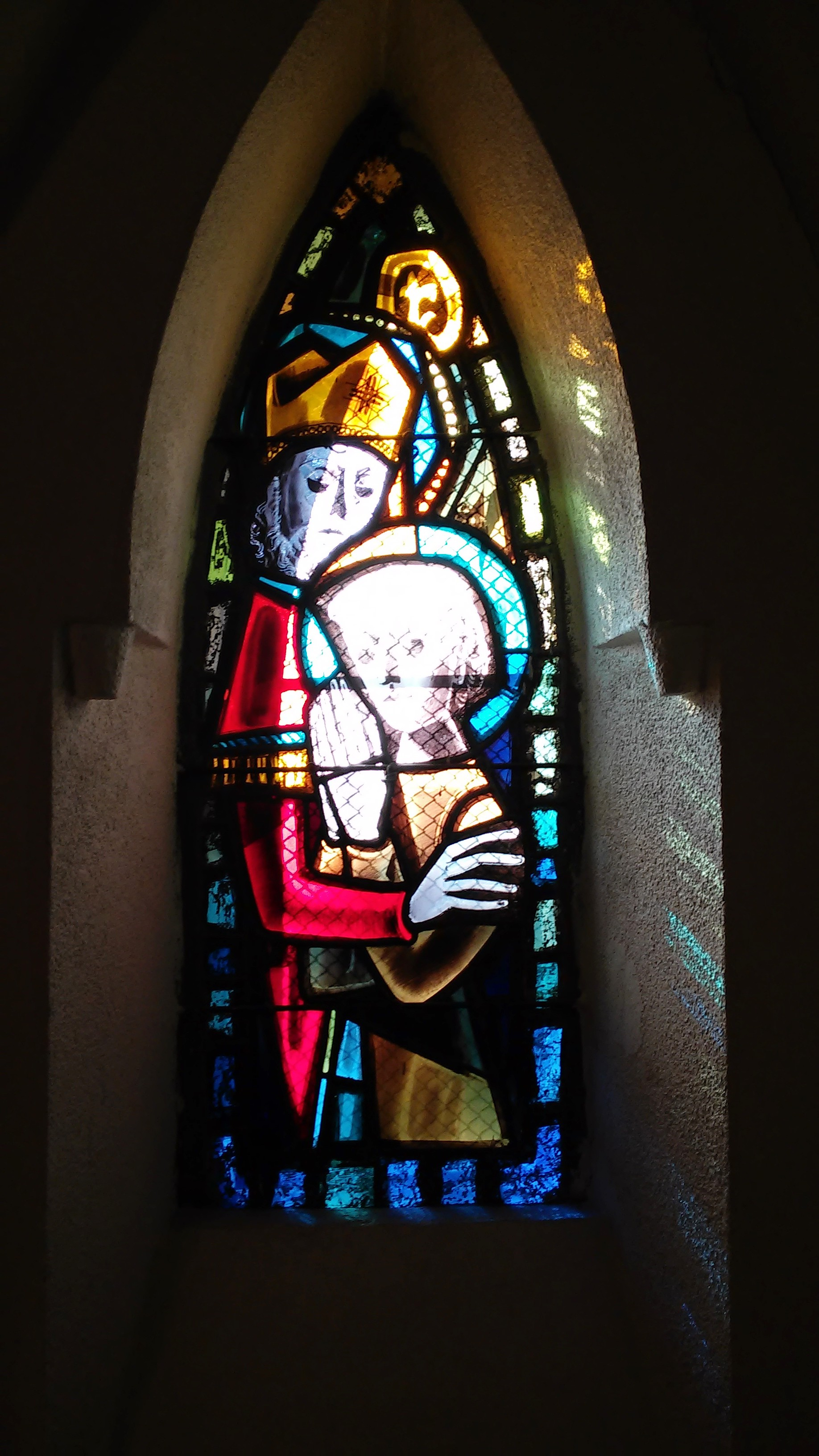
Vitrail de l'église Saint Martin
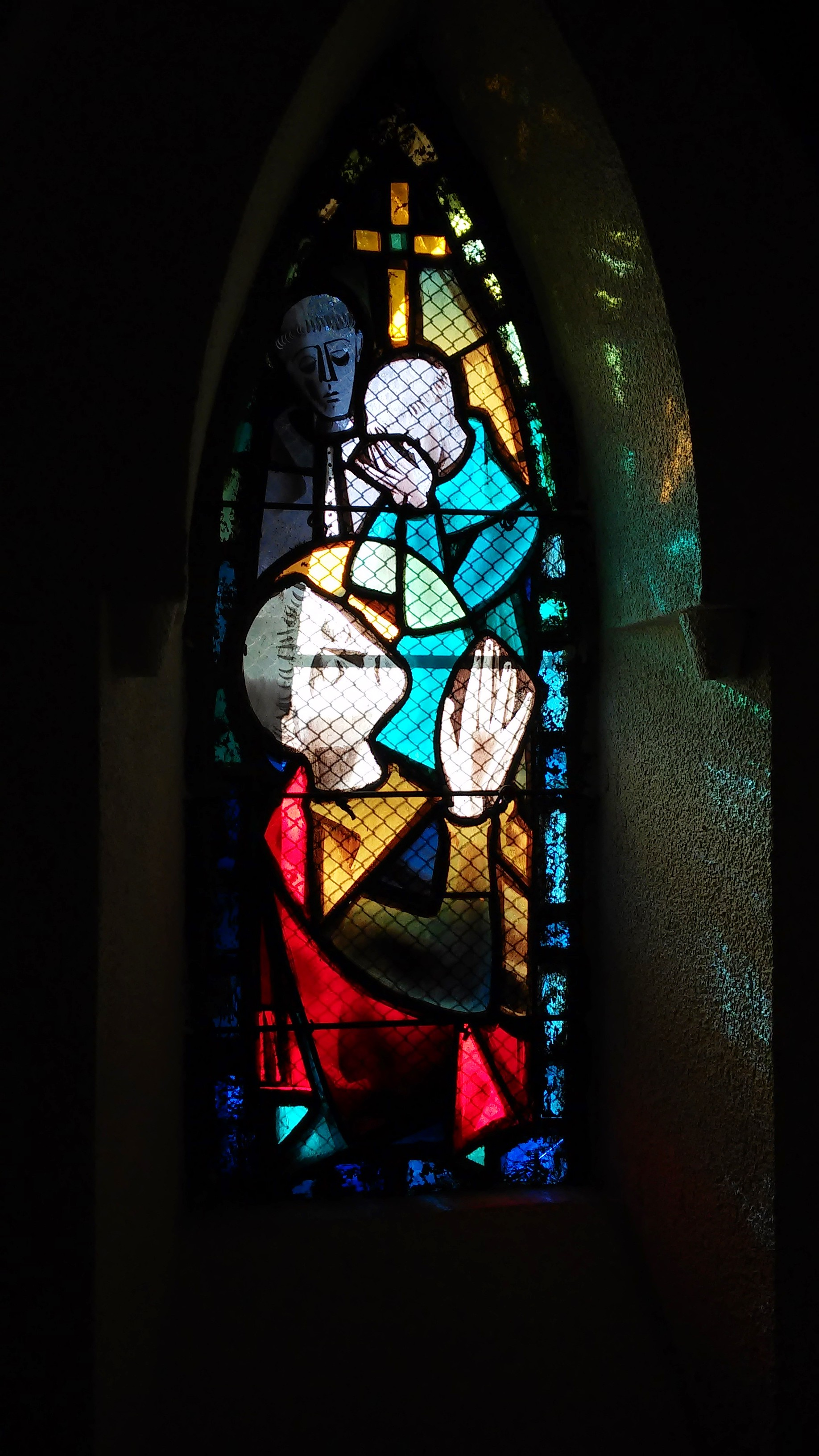
Vitrail de l'église Saint Martin
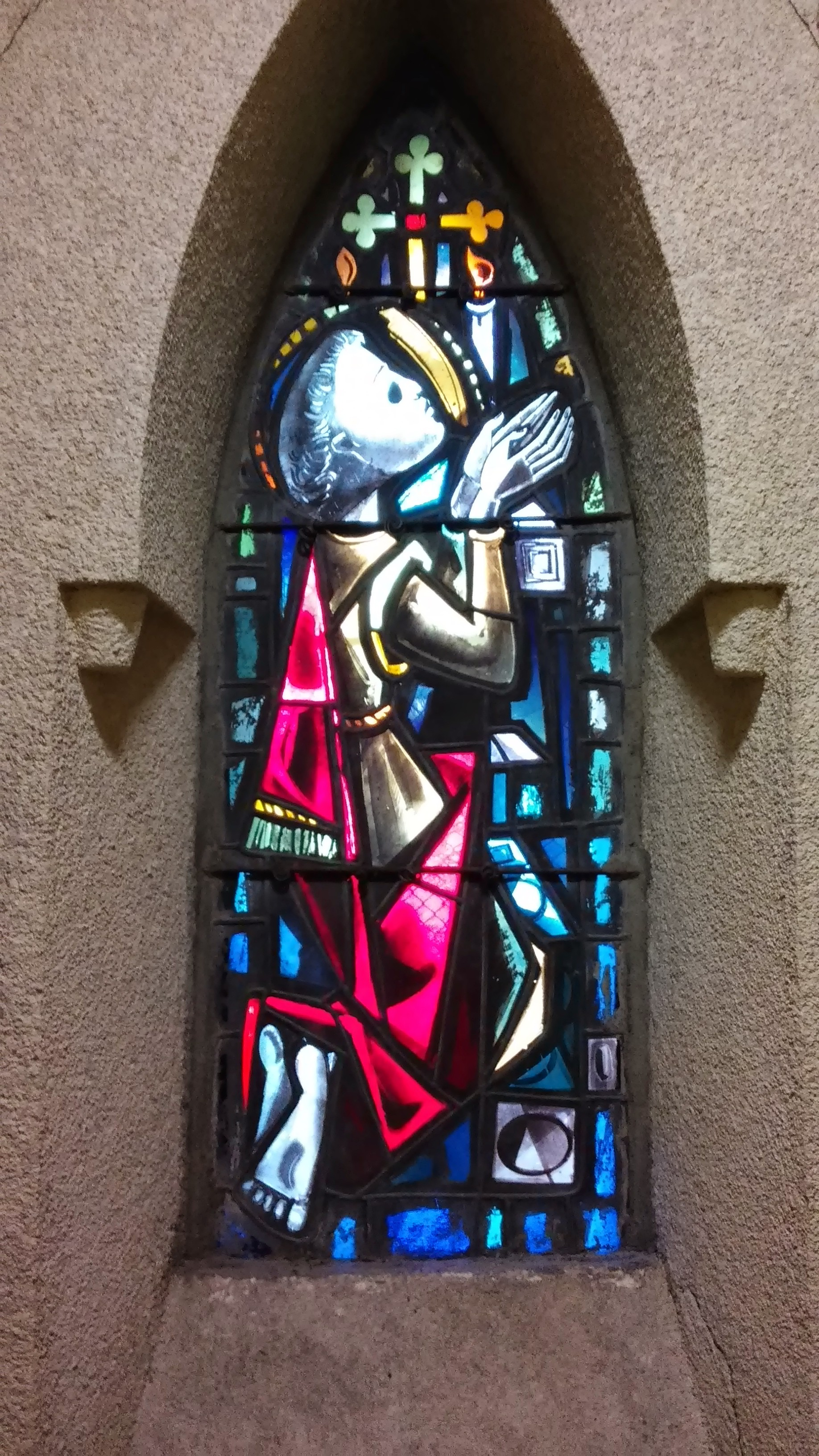
Vitrail de l'église Saint Martin
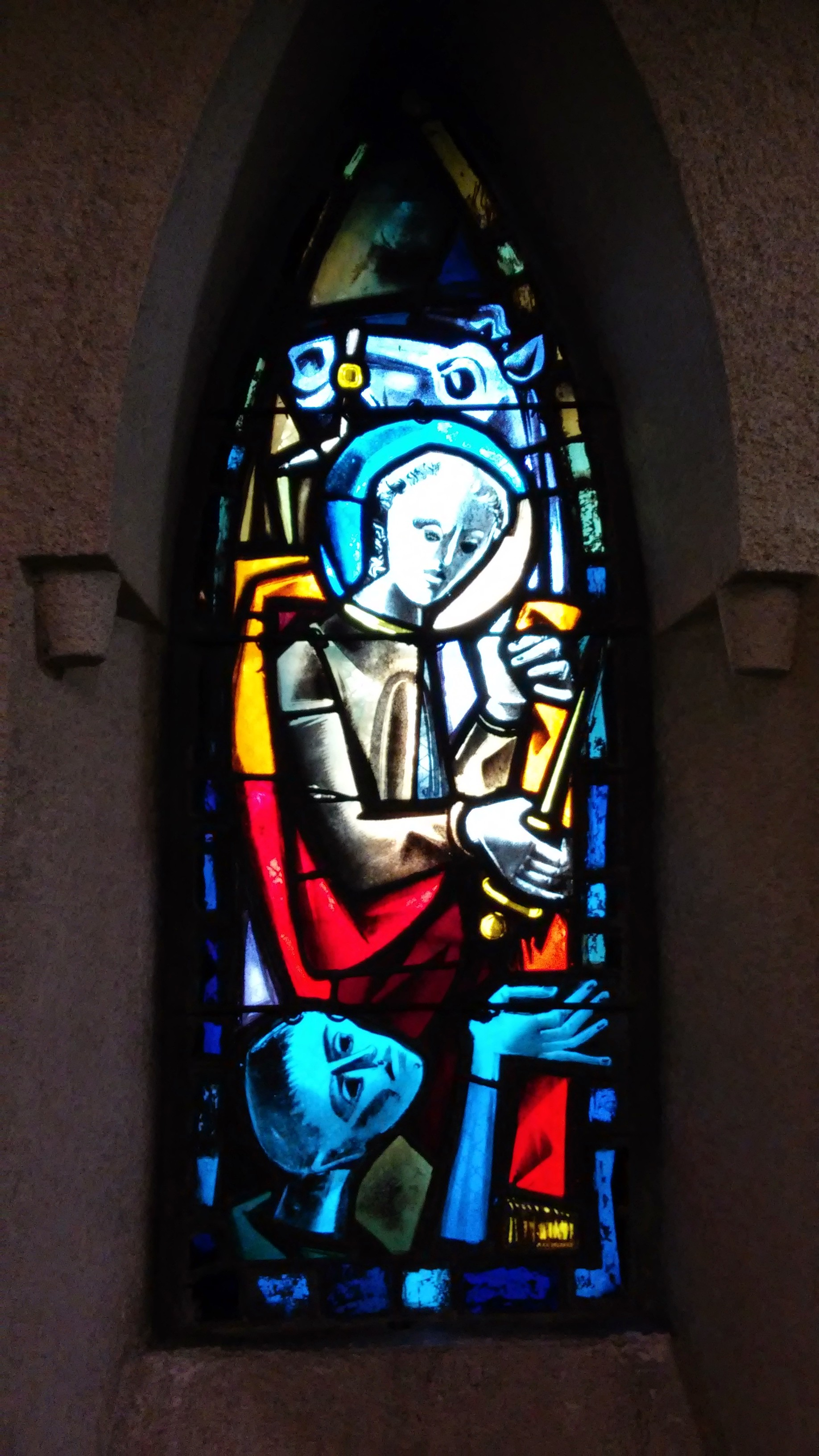
Vitrail de l'église Saint Martin

## L'orgue
L'orgue de l'église est celui qu'avait fabriqué le facteur d'orgues Aristide Cavaillé-Coll en 1873 pour remplacer l'orgue Clicquot de 1711 de la chapelle royale du Château de Versailles.
Vers 1930, l’orgue s’est dégradé et ne peut quasiment plus être joué. Un bataille se joue alors entre Charles-Marie Widor qui soutient les projets de Charles Mutin, successeur de Cavaillé-Coll, et le directeur général des Beaux-Arts, Patrice Bonnet, soucieux d’un retour à l’orgue des Clicquot à la Chapelle Royale. En 1936, à l'initiative de Norbert Dufourcq, la majorité des membres de la Commission des Orgues, nouvellement crée, décide de reconstituer l'orgue Clicquot, par la commande d'un nouvel orgue, dans le goût néo-classique, pour remplacer intégralement l'orgue de Cavaillé-Coll, et ce, malgré l'opposition de Widor qui souhaitait une simple restauration de l’orgue (le clavier de Grand-Orgue devenant expressif). Un appel d'offres est donc lancé au printemps 1934 et l'adjudication à Victor Gonzalez a lieu le 30 septembre 1935 et approuvée le 6 mai 1936.

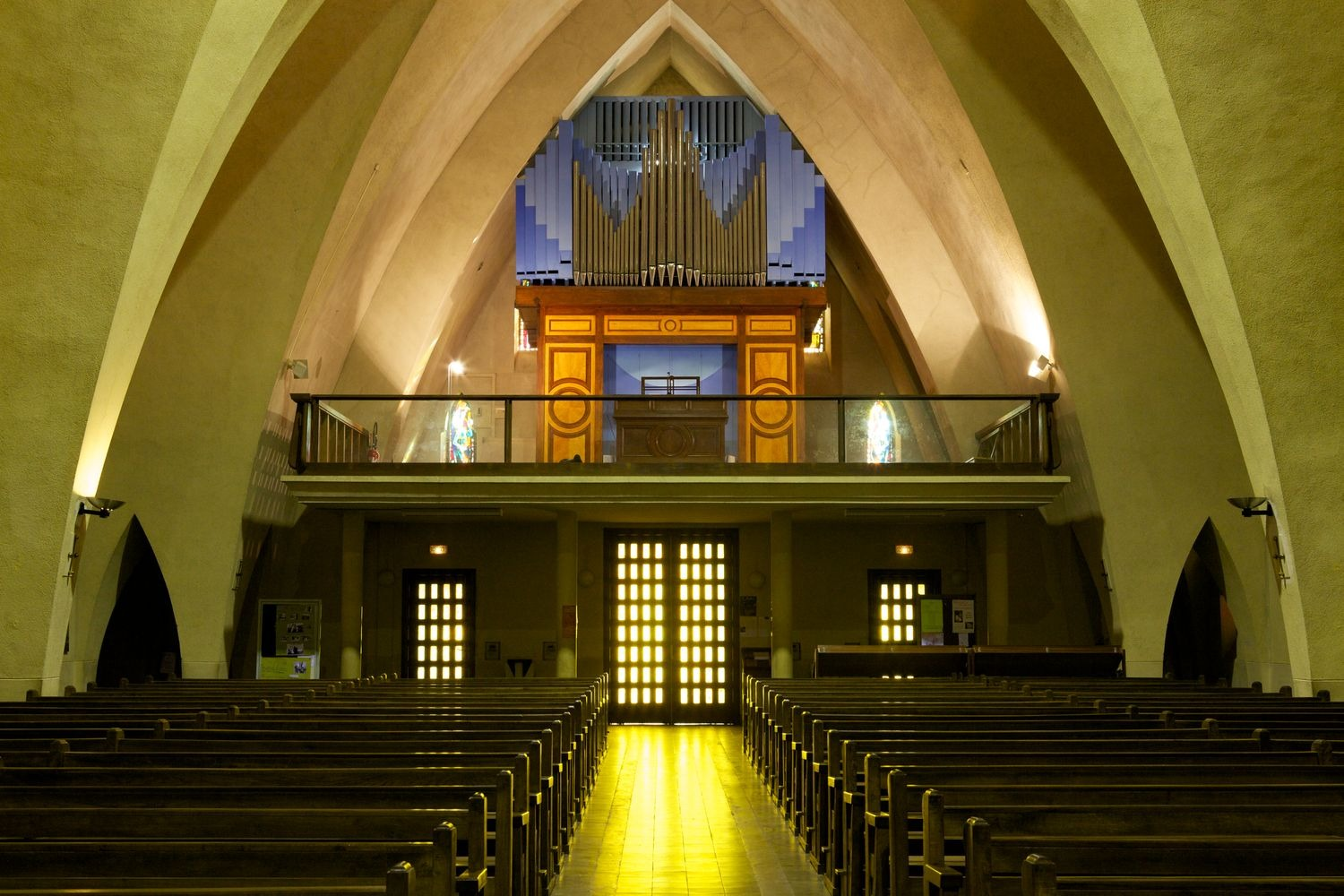
Orgue de l'église Saint-Martin de Rennes.

L'orgue de Cavaillé-Coll est donc transféré au petit séminaire de Châteaugiron sur proposition du chanoine Georges Inry et de l'abbé Yves Legrand. Cet orgue fera l'objet d'un relevage par les facteurs Hellmuth Wolff, Pierre Chéron et Yves Sévère en 1966 avant d'être transféré, lors de la fermeture du petit séminaire, à l'église Saint-Martin de Rennes, par le facteur Yves Sévère où il fera l'objet d'un nouveau relevage en 1999 par le facteur Alain Léon.